# ایستگاه متروی اوال
ایستگاه متروی اوال (انگلیسی: Oval tube station) یکی از ایستگاه‌های خط شمالی متروی لندن است.
این ایستگاه که در ناحیه کنینگتون قرار دارد در سال ۱۸۹۰ میلادی تأسیس شده است.

## نگارخانه

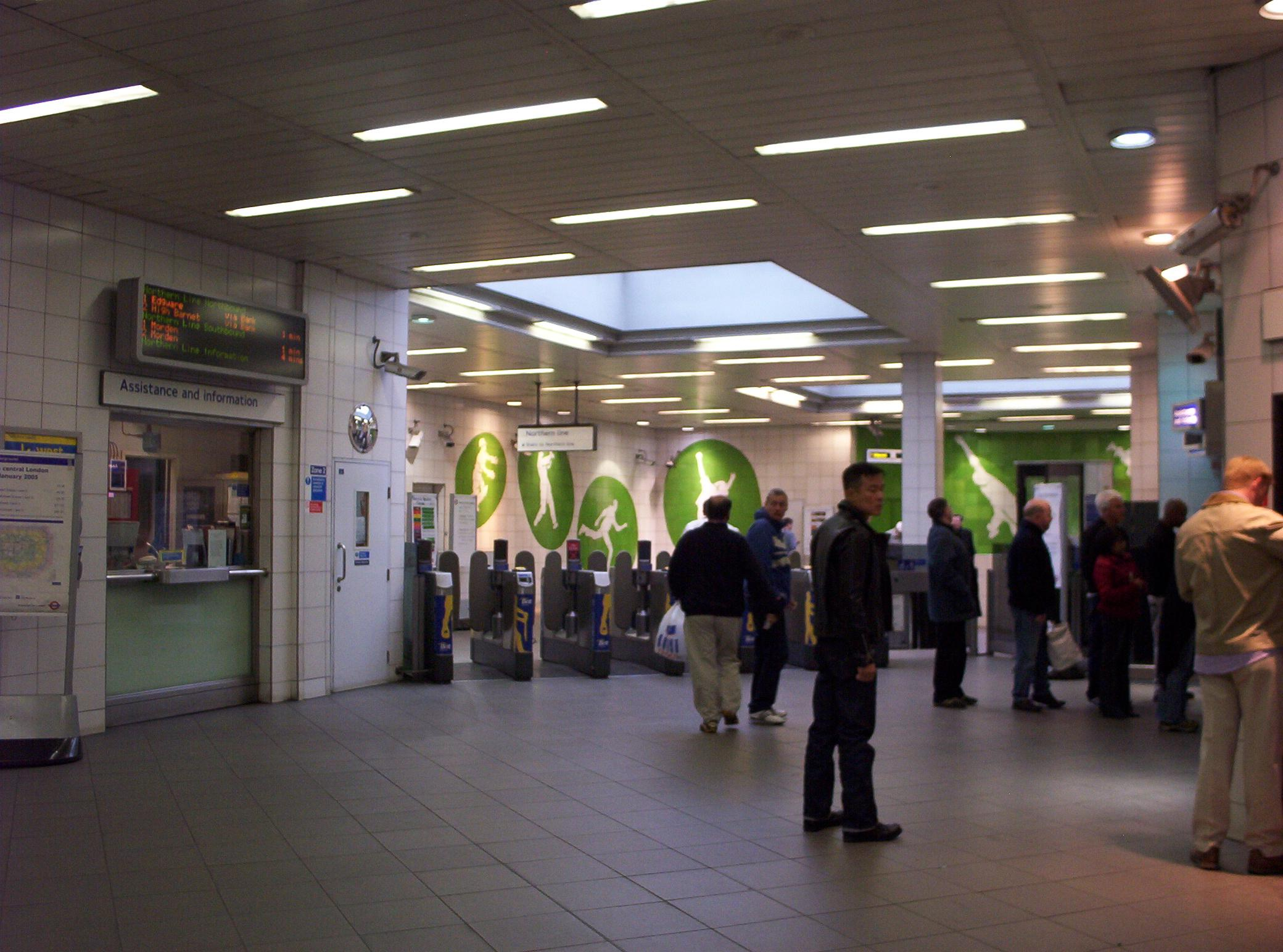
Station interior
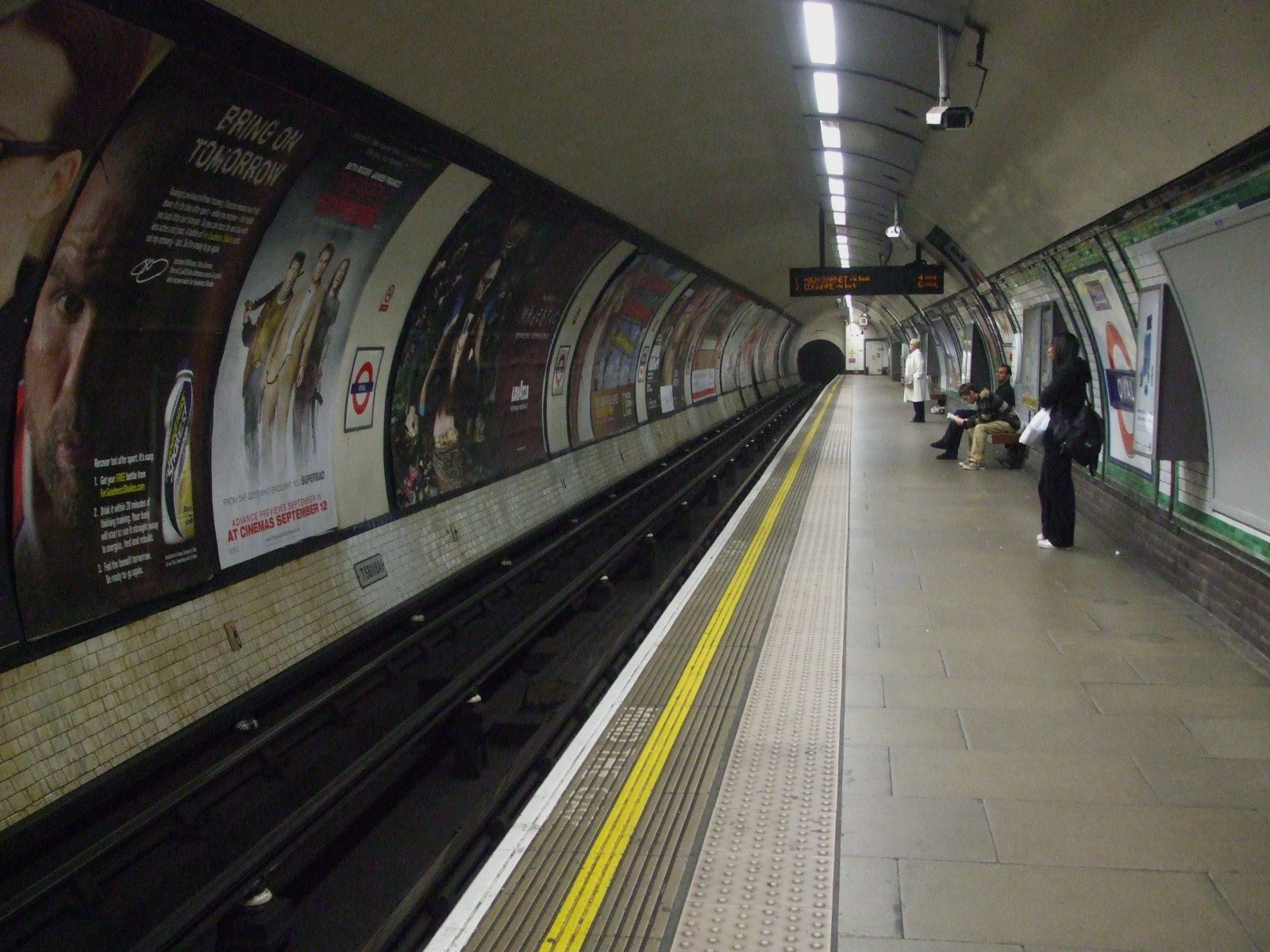
Northbound platform looking south
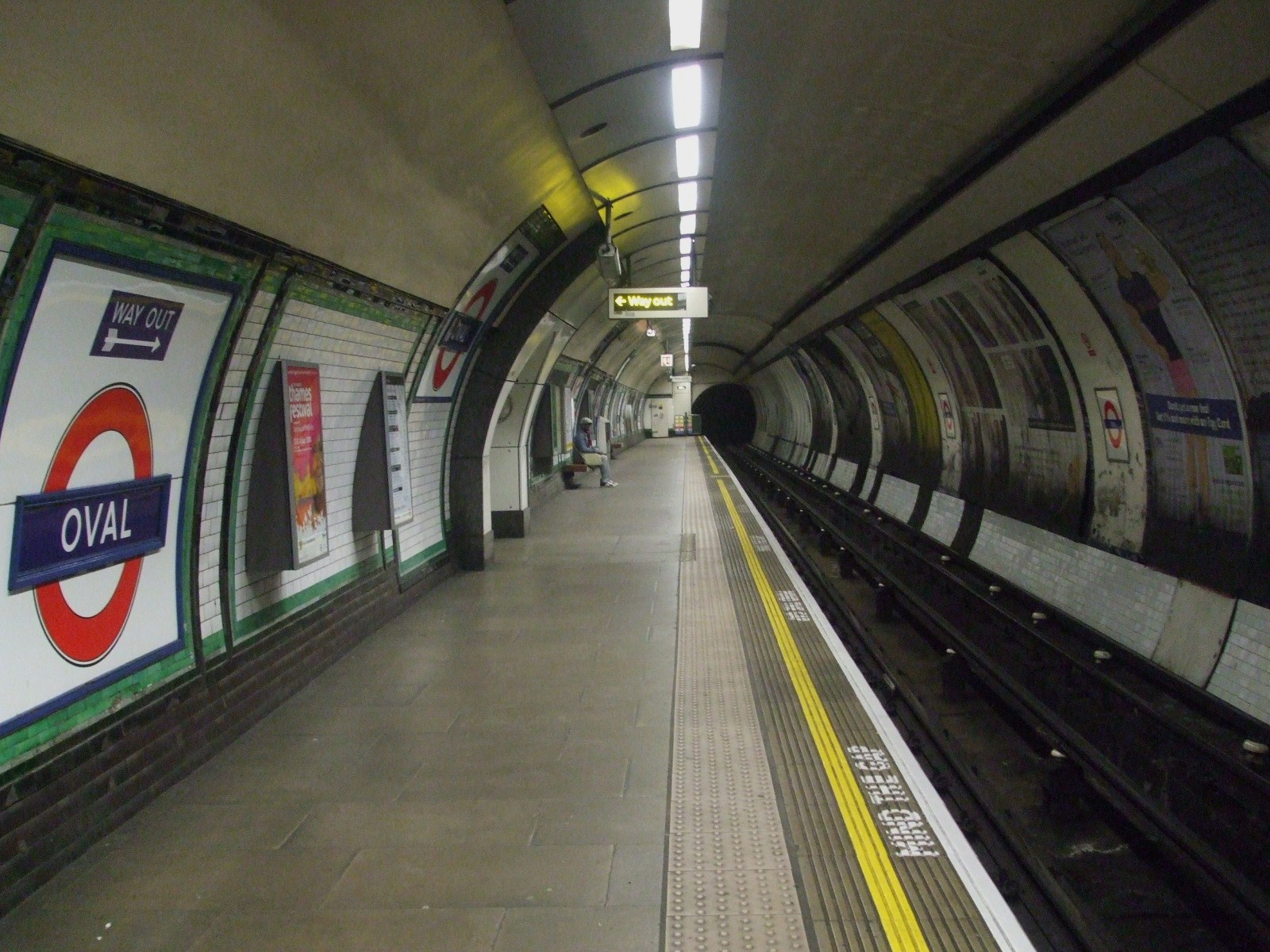
Southbound platform looking north. It is directly below the northbound platform.
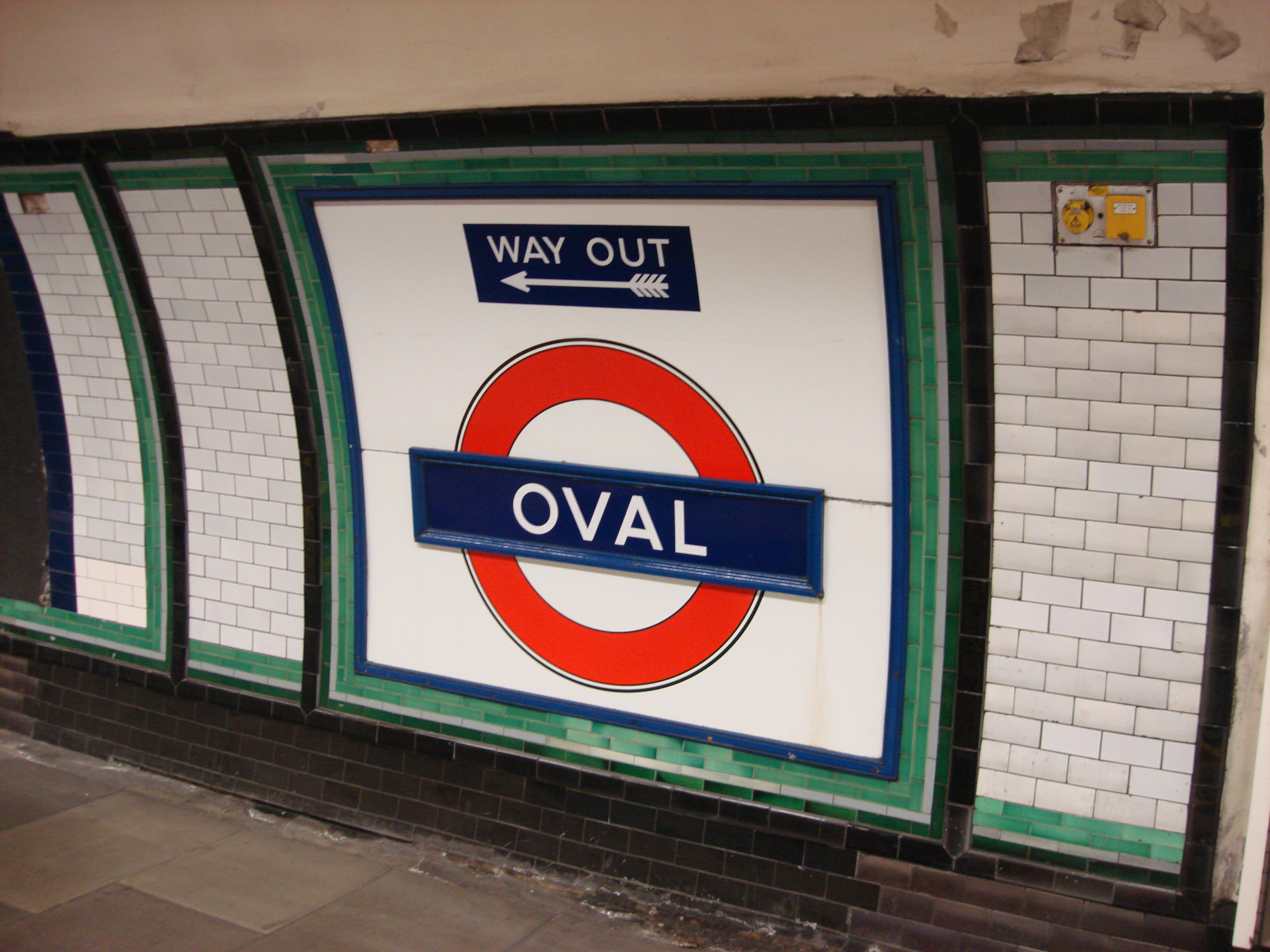
Station platform roundel